# Wahlenbergia tenuis
Wahlenbergia tenuis är en klockväxtart som beskrevs av A.Dc. Wahlenbergia tenuis ingår i släktet Wahlenbergia och familjen klockväxter. Inga underarter finns listade i Catalogue of Life.